# Boulevard Zuid

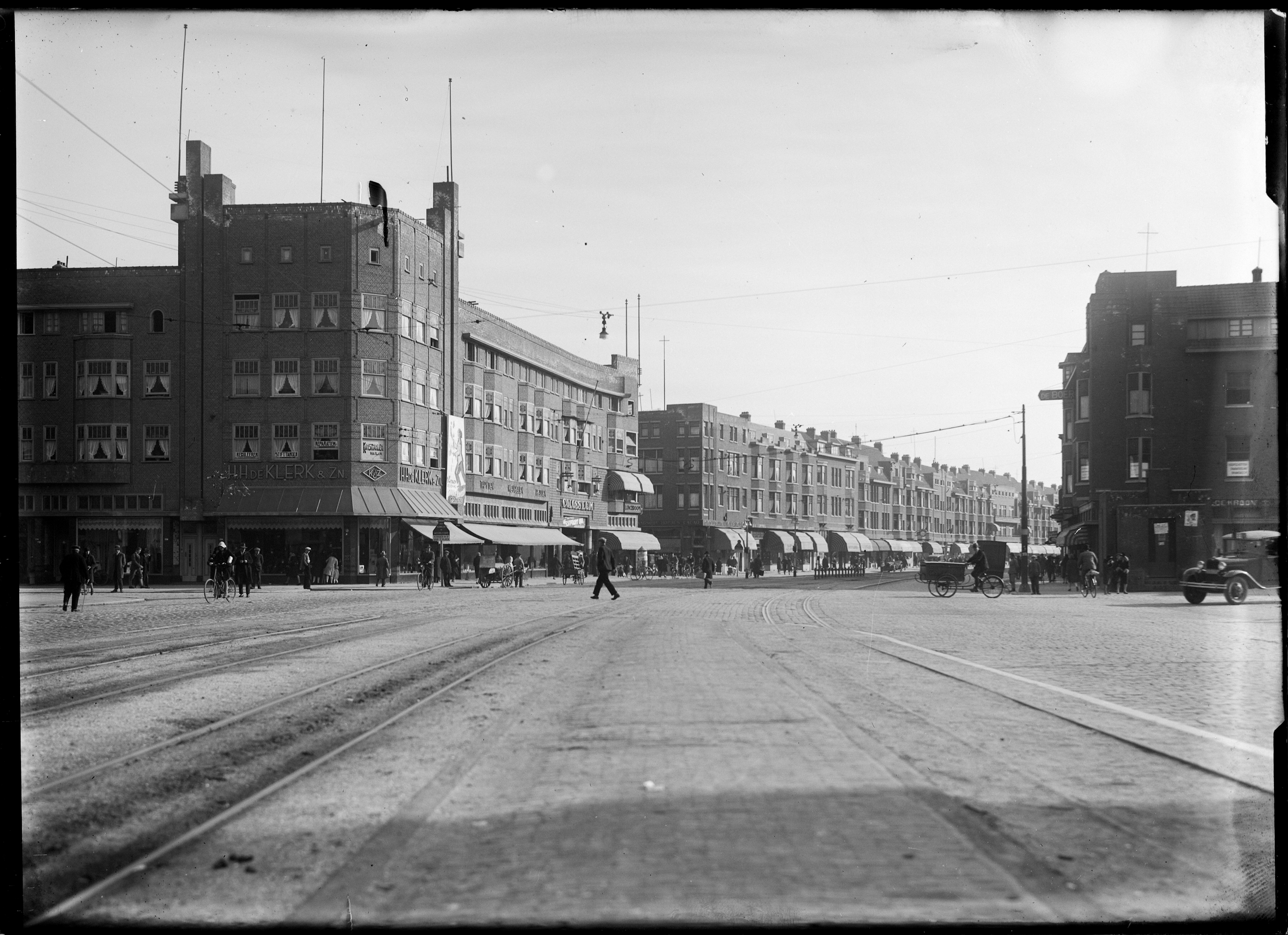
Het theater Colosseum aan de Beijerlandselaan, 1931

Boulevard Zuid oftewel de Beijerlandselaan is een langgerekte winkellaan in de wijk Hillesluis in Rotterdam-Zuid. De laan bestaat uit twee gescheiden rijbanen met daartussen deels de tram en deels parkeergelegenheden. Aan beide kanten bevinden zich winkels.
Behalve de Beijerlandselaan valt ook het het noordelijke deel van de Groene Hilledijk onder het winkelgebied dat al sinds de jaren 60 bekendstaat als Boulevard Zuid. De boulevard was destijds een geliefde plek voor jongeren om te flaneren ('een dijkje pikken'). Voorheen liep over deze route ook de stoomtram van de RTM naar onder andere Hellevoetsluis, plaatselijk ook wel bekend als 'het moordenaartje'. Over de Beijerlandselaan loopt nu de RET tramlijn 5. Ook stoppen de buslijnen 66, 77 in de buurt van de Beijerlandselaan bij de halte Polderlaan.
Vanaf omstreeks 1995 werd er weinig meer geïnvesteerd in de buitenruimte, nam de leegstand toe en nam het veiligheidsgevoel langzaam af. Vanaf 2006 wordt in een samenwerkingsverband tussen ondernemers, eigenaars, het ontwikkelingsbedrijf Rotterdam en de deelgemeente Feijenoord het onderhoud en de ontwikkeling weer opgepakt. De weg en deels de luifels maken de boulevard minder aantrekkelijk en het plan is meer groen en kleur aan te brengen en te investeren in Veilig Ondernemen.